# Дом под липками
Дом под липками (пол. Dworek Pod Lipkami) — дом, находящийся на улице Замойского, 18 в краковском районе Подгуже, Польша. Памятник культуры Малопольского воеводства.
Дом был построен в XVIII веке. В первой половине XIX века дом был гостиницей на границе между Краковом и Австро-Венгрией.
7 июня 1966 года здание было внесено в реестр памятников культуры Малопольского воеводства (№ А-298).